# روغن حشیش
روغن حشیش (به انگلیسی: Hash Oil) رزینی مایع یا نیمه جامد است که از گیاه شاه دانه یا حشیش استخراج می‌شود و خالص‌ترین محصول مصرفی شاه‌دانه به شمار می‌رود.
این ماده روان‌گردان شکل متمرکزی از رزین‌ها و ترپن‌های حاوی تتراهیدروکانابینول زیاد، کانابیندول و سایر کانابینوییدها است که موجب خواص روان‌گردانی محصولات گیاه کانابیس می‌شوند. روغن حشیش روش‌های تهیهٔ مختلفی دارد و اغلب با استفاده از حلال‌ها مانند اتانول یا بوتان تولید می‌شود.

## شکل ظاهری
روغن حشیش به شکل مایع، نیمه‌جامد چسبنده (کلوئیدی) و جامد شکننده نیز دیده می‌شود که بسته به فرایند تولید و درجهٔ حرارت آن، طیف وسیعی از رنگ‌های طلایی، زرد شفاف، قهوه‌ای مایل به سبز یا قرمز و سیاه را دربر می‌گیرد.

## شیوهٔ مصرف
روغن حشیش معمولاً به روش‌های تدخین کردن به همراه توتون یا ماری‌جوآنا و با وسیله‌های مخصوص مانند بانگ، از راه بخار کردن و از راه خوراکی مصرف می‌شود. از این ماده ممکن است به شیوه پخته شدن در تهیهٔ کیک و بستنی و دیگر محصولات خوراکی که آثار سایکو اکتیو دارند نیز استفاده می‌شود.

## میزان تتراهیدروکانابینول(THC)
روغن حشیش در مقایسه با سایر محصولات کانابیس دارای میزان تی اِچ سی بسیار بیشتری است. این ماده برای نخستین بار در دهه ۱۹۷۰ کشف شد که در ابتدا میزان کانابینوئیدِ تی‌اچ‌سی آن از ۱۰ تا ۳۰ درصد بوده‌است اما امروزه به دلیل استفادهٔ تهیه‌کنندگان از نژادهای مختلف و تکنیک‌های آماده‌سازی گیاه، میزان این کانابینوئید افزایش چشمگیری پیدا کرده‌است. بر پایهٔ گذارشات جدید، تی‌اچ‌سی برخی از انواع روغن حشیش حتی به بیش از ۶۰ درصد می‌رسد. نمونه‌هایی که در طول یک دوره ۱۸ ساله توسط اداره مبارزه با مواد مخدر آمریکا در سراسر ایالات متحده گرفته شده، نشان می‌دهد که میزان تی‌اچ‌سی موجود در روغن حشیش به‌طور میانگین ۱۷٫۴ درصد افزایش داشته‌است.

## تأثیرات
روغن حشیش کم و بیش همان اثرات حاصل از مصرف محصولات گیاه شاه‌دانه (ماری جوانا و حشیش) را با شدت بیشتری داراست. کربوکسیلیک اسیدهای کانابینوئید (THCA و CBDA) موجود در آن، دارای اثر آنتی‌بیوتیکی بر باکتری‌های گرم مثبت مانند استافیلوکوکوس اورئوس هستند، اما تأثیری بر باکتری‌های گرم منفی ندارند.

## منع قانونی
به همراه داشتن و تولید روغن حشیش در اکثر حوزه‌های قضائی کشورهای جهان غیرقانونی است. افراد ممکن است با داشتن مقدار کمی از آن به مجازات‌های سنگین مانند حبس محکوم شوند.

## نگارخانه

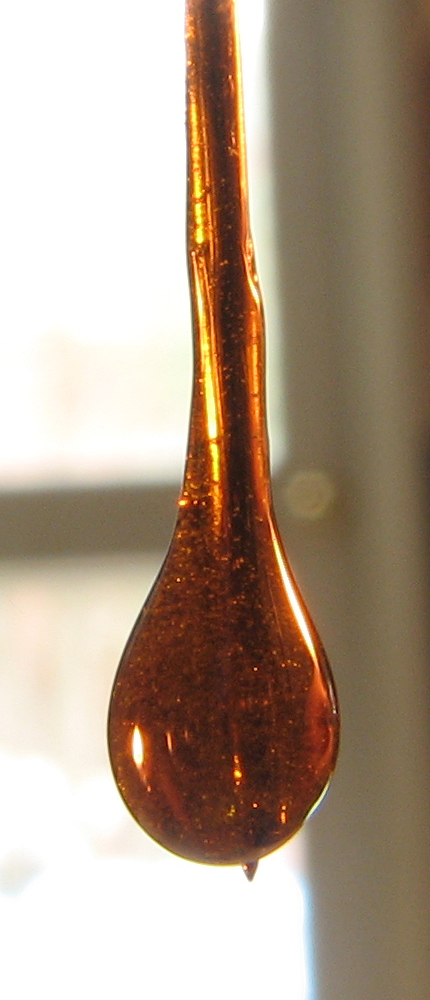
روغن حشیش